# ووسکرسنوفکا (آستراخان)
ووسکرسنوفکا (به لاتین: Voskresenovka) یک منطقهٔ مسکونی در روسیه است که در استان آستراخان واقع شده‌است.